# Тепляков, Порфирий Данилович
Порфирий Данилович Тепляков — советский хозяйственный деятель, Герой Социалистического Труда.

## Биография
Родился в 1917 году в Самарской губернии. Член КПСС.
В 1935—1977 гг. — шофёр грузового автомобиля Кряжской автобазы треста «Россовхозтранс», автохозяйства номер 10 Куйбышевского облавтотреста, автоколонны № 1170 треста «Сельхозтранс», бригадир большегрузных автопоездов Куйбышевского автотранспортного комбината номер 2 территориального объединения «Куйбышевавтотранс».
Указом Президиума Верховного Совета СССР от 23 июня 1966 года присвоено звание Героя Социалистического Труда с вручением ордена Ленина и золотой медали «Серп и Молот».
Умер в 2010 году в Самаре.

## Награды и звания
- Герой Социалистического Труда (23.06.1966)
- Орден Ленина (21.11.1958, 23.06.1966, 28.02.1974)